# Бардаускас, Томас
Томас Бардаускас (лит. Tomas Bardauskas; род. 22 марта 1975, Вильнюс) — литовский легкоатлет, специалист по прыжкам в длину и спринту. Выступал на профессиональном уровне в 1993—2005 годах, многократный чемпион Литвы, призёр турниров международного значения, участник летних Олимпийских игр в Сиднее.

## Биография
Томас Бардаускас родился 22 марта 1975 года в Вильнюсе, Литовская ССР.
Первого серьёзного успеха в лёгкой атлетике добился в сезоне 1993 года, когда вместе с вильнюсской командой одержал победу на чемпионате Литвы в зачёте эстафеты 4 × 100 метров.
На чемпионате Литвы 1994 года стал серебряным призёром в прыжках в длину, показав результат 7,22 метра.
В 1996 году в составе литовской сборной стартовал во Второй лиге Кубка Европы в Таллине: был третьим в прыжках в длину и шестым в эстафете 4 × 100 метров.
В 1997 году в прыжках в длину превзошёл всех соперников на Играх Балтийского моря в Каунасе, выступил на молодёжном европейском первенстве в Турку, с результатом 8,09 метра победил на чемпионате Литвы в Каунасе. Принимал участие в чемпионате мира в Афинах, где остановился на предварительном квалификационном этапе.
В 1998 году среди прочего стартовал на чемпионате Европы в Будапеште, в финал не вышел.
В 2000 году на домашних соревнованиях в Каунасе установил свой личный рекорд в прыжках в длину на открытом стадионе — 8,10 метра. Выполнив олимпийский квалификационный норматив, удостоился права защищать честь страны на летних Олимпийских играх в Сиднее — здесь на предварительном квалификационном этапе прыгнул на 7,70 метра, чего оказалось недостаточно для выхода в финал.
В 2003 году в Каунасе вновь стал чемпионом Литвы в прыжках в длину.
В 2005 году получил серебро на зимнем чемпионате Литвы в Каунасе, установив при этом личный рекорд в прыжках в длину в закрытых помещениях — 7,86 метра. По окончании сезона завершил спортивную карьеру.